# Ivan Tadić
Ivan Tadić je bio hrvatski književnik iz Mađarske. U književnim klasifikacijama ga se razvrstava u književnost bačkih Hrvata.

## Vanjske poveznice
- Književno djelo Ivana Petreša[neaktivna poveznica] (*.pdf)